# Pallathur
Pallathur é uma panchayat (vila) no distrito de Sivaganga, no estado indiano de Tamil Nadu.

## Demografia
Segundo o censo de 2001,  Pallathur  tinha uma população de 7840 habitantes. Os indivíduos do sexo masculino constituem 49% da população e os do sexo feminino 51%. Pallathur tem uma taxa de literacia de 73%, superior à média nacional de 59.5%: a literacia no sexo masculino é de 78% e no sexo feminino é de 69%. Em Pallathur, 11% da população está abaixo dos 6 anos de idade.